# Retablo (pel·lícula)
Retablo és una pel·lícula dramàtica peruana, debut del director Álvaro Delgado-Aparicio i estrenada en 2017 en el Festival de Cinema de Lima. Es va estrenar en sales comercials al maig de 2019.
La pel·lícula va ser seleccionada per a representar al Perú en la categoria de Millor pel·lícula internacional de la 92a edició dels Premis Óscar i al premi Goya per millor pel·lícula iberoamericana.

## Argument
La pel·lícula se centra en Segundo (Júnior Béjar Roca), un jove d’Ayacucho, a qui Noè, el seu pare, ensenya l'ofici familiar de construir retaules. Durant un viatge per a vendre els seus productes es descobreix un secret que farà miques la vida de la família. El repartiment també inclou Magaly Solier com Anatolia, mare de Segundo i esposa de Noé.

## Producció
La producció es va iniciar en 2013. La pel·lícula és una coproducció de Alemanya i Noruega. D’antuvi el guió de la pel·lícula es va titular El Retablo de los sueños. Va ser finançada amb el Premi Sørfond obtingut a Noruega en 2016 (uns 50.000 €) i micromecenatge al portal Indiegogo, on es van aconseguir US$ 55.000. La pel·lícula està escrita i actuada totalment en quítxua d'Ayacucho.

## Repartiment
- Junior Béjar Roca (Segundo Páucar)
- Amiel Cayo (Noé Páucar)
- Magaly Solier (Anatolia Páucar)
- Hermelinda Luján (Abuela Perpetua)
- Mauro Chuchón (Mardonio)
- Claudia Solís (Felicita)
- Coco Chiarella (Párroco)
- Juan Ubaldo Huamán (Don Genaro)

## Premis
La pel·lícula es va estrenar en el Festival de Cinema de Lima de 2017, on va guanyar el premi a la Millor Pel·lícula Peruana. Es va estrenar internacionalment al 68è Festival Internacional de Cinema de Berlín, on va guanyar un Teddy Award com la millor pel·lícula debut del festival amb temàtica LGBTQ.
| Any  | Lloc                                                         | País               | Categoria                                                     | Receptor                               | Resultat    | Notes         |
| ---- | ------------------------------------------------------------ | ------------------ | ------------------------------------------------------------- | -------------------------------------- | ----------- | ------------- |
| 2017 | Festival de Cinema de Lima                                   | Perú               | Premi del Ministeri de Cultura a la Millor pel·lícula peruana | Retablo                                | Guanyadora  | [ 18 ] [ 19 ] |
| 2017 | Festival Internacional de Cinema de Melbourne                | Austràlia          | Premi del Público                                             | Álvaro Delgado-Aparicio                | Nominat     |               |
| 2018 | Festival Internacional de Cinema de Berlín                   | Alemanya           | Esment Especial del Jurat Jove                                | Retablo                                | Guanyadora  | [ 20 ]        |
| 2018 | Festival Internacional de Cinema de Berlín                   | Alemanya           | Teddy Award (L'Oreal)                                         | Retablo                                | Guanyadora  | [ 21 ]        |
| 2018 | Festival de Cinema Frameline                                 | Estats Units       | Premi del Jurat - Millor pel·lícula                           | Retablo                                | Guanyadora  |               |
| 2018 | Festival de Cinema Frameline                                 | Estats Units       | Premi excepcional de primer llargmetratge                     | Retablo                                | Guanyadora  |               |
| 2018 | Festival de Cinema Frameline                                 | Estats Units       | Premi del Públic                                              | Retablo                                | Nominada    |               |
| 2018 | Molodist - Festival Internacional de Cinema de Kíev          | Ucraïna            | Premi del Jurat Ecumènic                                      | Retablo                                | Guanyadora  |               |
| 2018 | Molodist - Festival Internacional de Cinema de Kíev          | Ucraïna            | Premi del Públic                                              | Retablo                                | Nominada    |               |
| 2018 | Molodist - Festival Internacional de Cinema de Kíev          | Ucraïna            | Millor llargmetratge internacional                            | Retablo                                | Nominada    |               |
| 2018 | Molodist - Festival Internacional de Cinema de Kíev          | Ucraïna            | Gran Premi                                                    | Retablo                                | Nominada    |               |
| 2018 | Molodist - Festival Internacional de Cinema de Kíev          | Ucraïna            | Cérvol escita                                                 | Retablo                                | Nominada    |               |
| 2018 | Festival Internacional de Cinema Independent Off Camera      | Polònia            | Premi Making Way                                              | Álvaro Delgado-Aparicio                | Nominat     |               |
| 2018 | Festival Internacional de Cinema de Sant Sebastià            | Espanya            | Sebastiane Latino                                             | Retablo                                | Nominada    | [ 22 ]        |
| 2018 | Festival Internacional de Cinema de Seattle                  | Estats Units       | Concurs de nous directors                                     | Álvaro Delgado-Aparicio                | Nominat     |               |
| 2018 | Toronto LGBT Film Festival                                   | Canadà             | Premi Bill Sherwood                                           | Álvaro Delgado-Aparicio                | Guanyador   |               |
| 2018 | Toronto LGBT Film Festival                                   | Canadà             | Premi del Públic                                              | Retablo                                | Nominada    |               |
| 2018 | Festival Internacional de Chicago                            | Estats Units       | Millor pel·lícula LGBTQ                                       | Retablo                                | Nominada    | [ 1 ]         |
| 2018 | Festival Internacional de Macedònia                          | Macedònia del Nord | Millor pel·lícula                                             | Retablo                                | Nominada    | [ 1 ]         |
| 2019 | CINHOMO                                                      | Espanya            | Premi del jurat al Millor Llargmetratge de Ficció             | Retablo                                | Guanyadora  | [ 23 ] [ 24 ] |
| 2019 | Premis Oscar                                                 | Estats Units       | Millor pel·lícula internacional                               | Retablo                                | Prenominada | [ 25 ]        |
| 2020 | Premis Goya                                                  | Espanya            | Millor pel·lícula iberoamericana                              | Retablo                                | Prenominada | [ 26 ]        |
| 2020 | Premis Bafta                                                 | Regne Unit         | Millor Opera Prima                                            | Álvaro Delgado-Aparicio                | Nominada    | [ 27 ]        |
| 2020 | Independent Spirit Awards                                    | Estats Units       | Millor pel·lícula Internacional                               | Retablo                                | Nominada    | [ 28 ]        |
| 2020 | Premis APRECI (Asociación Peruana de Prensa Cinematográfica) | Perú               | Millor pel·lícula                                             | Retablo                                | Guanyadora  | [ 29 ]        |
| 2020 | Premis APRECI (Asociación Peruana de Prensa Cinematográfica) | Perú               | Millor guió                                                   | Álvaro Delgado Aparicio, Héctor Gálvez | Guanyadora  | [ 29 ]        |
| 2020 | Premis APRECI (Asociación Peruana de Prensa Cinematográfica) | Perú               | Millor actor                                                  | Junior Béjar                           | Nominat     | [ 29 ]        |
| 2020 | Premis APRECI (Asociación Peruana de Prensa Cinematográfica) | Perú               | Millor actor de repartiment                                   | Amiel Cayo                             | Nominat     | [ 29 ]        |
| 2020 | Premis APRECI (Asociación Peruana de Prensa Cinematográfica) | Perú               | Millor actriu de repartiment                                  | Magaly Solier                          | Guanyadora  | [ 29 ]        |